# رولاند ماتيس
رولاند ماتيس (Roland Matthes) هو لاعب أولمبي لرياضة السباحة من ألمانيا الشرقية. شارك في الأولمبياد الصيفي في 1968–1976، وفاز بما مجموعه 8 ميداليات.

## الميداليات
| ذهب | فضة | برونز | المجموع |
| 4   | 2   | 2     | 8       |

## روابط خارجية
- رولاند ماتيس على موقع الاتحاد الدولي للسباحة (الإنجليزية)
- رولاند ماتيس على موقع SwimRankings.net (الإنجليزية)
- رولاند ماتيس على موقع قاعة مشاهير السباحة العالمية (الإنجليزية)
- رولاند ماتيس على موقع اللجنة الأولمبية الدولية (الإنجليزية)
- رولاند ماتيس على موقع أوليمبيديا (الإنجليزية)